# Falsestoloides tubericollis
Falsestoloides tubericollis là một loài bọ cánh cứng trong họ Cerambycidae.